# Duinen Goeree & Kwade Hoek
Duinen Goeree & Kwade Hoek este o arie protejată (arie de protecție specială avifaunistică — SPA) din Țările de Jos întinsă pe o suprafață de 826 ha, integral pe uscat.

## Localizare
Centrul sitului Duinen Goeree & Kwade Hoek este situat la coordonatele 51°50′27″N 3°59′36″E / 51.8407°N 3.9932°E.

## Înființare
Situl Duinen Goeree & Kwade Hoek a fost declarat arie de protecție specială avifaunistică în noiembrie 1994 pentru a proteja 19 specii de animale.

## Biodiversitate
Situată în ecoregiunea atlantică, aria protejată nu include niciun habitat protejat.
La baza desemnării sitului se află mai multe specii protejate de  păsări (19): rață sulițar (Anas acuta), rață lingurar (Anas clypeata), rață pitică (Anas crecca), gâscă cenușie (Anser anser), Branta leucopsis, Calidris alba, fugaci de țărm (Calidris alpina), prundăraș de sărătură (Charadrius alexandrinus), prundaș gulerat mare (Charadrius hiaticula), scoicar (Haematopus ostralegus), sitar de mal nordic (Limosa lapponica), culic mare (Numenius arquata), cormoran mare (Phalacrocorax carbo), lopătar (Platalea leucorodia), ploier argintiu (Pluvialis squatarola), corcodel mare (Podiceps cristatus), ciocântors (Recurvirostra avosetta), călifar alb (Tadorna tadorna), fluierarul cu picioare roșii (Tringa totanus).